# Pandemia de COVID-19 en Idaho
El primer caso de la pandemia de COVID-19 en Idaho, estado de los Estados Unidos, inició el 13 de marzo de 2020. Hay casos 3.399 confirmados, 2.837 recuperados y 87 fallecidos.

## Cronología

### Marzo 2020
El 13 de marzo de 2020, funcionarios del Departamento de Salud y Servicios Sociales anunciaron el primer caso confirmado de la COVID-19 en el estado de Idaho. Se notificó que una mujer mayor de 50 años del suroeste del estado tenía la infección por coronavirus. Contrajo la infección mientras asistía a una conferencia en la ciudad de Nueva York. Los coordinadores de la conferencia notificaron a los asistentes que tres personas previamente dieron positivo para el COVID-19. La mujer no requirió hospitalización y se estaba recuperando de los síntomas leves de su hogar.
El 14 de marzo, los funcionarios estatales anunciaron el segundo caso confirmado dentro del estado. El Distrito de Salud Pública Central del Sur, informó que una mujer mayor de 50 años que reside en el condado de Blaine había contraído la infección. Al igual que el primer caso, no requirió hospitalización y se estaba recuperando de síntomas leves en el hogar. Más adelante en el día, tres de los siete distritos de salud en el estado informaron tres casos confirmados adicionales de COVID-19 en el estado, lo que llevó el total de casos confirmados de coronavirus a cinco en Idaho. Funcionarios de Central District Health anunciaron su segundo caso confirmado, que era un hombre del condado de Ada de unos 50 años. No fue hospitalizado y se estaba recuperando en casa. South Central Public Health reportó su segundo caso confirmado en una mujer mayor de 70 años que fue hospitalizada. Eastern Idaho Public Health informó un caso positivo confirmado en una mujer menor de 60 años que reside en el condado de Teton. Ella había contraído el coronavirus por contacto con un caso confirmado en un estado vecino; ella no fue hospitalizada. El Distrito de Salud Pública Central del Sur, anunció que una mujer mayor de 50 años que reside en el Condado de Blaine había contraído la infección.
El 17 de marzo, se informaron dos casos más confirmados de la infección, lo que eleva el total a siete. El primer caso en esta fecha fue por funcionarios del Distrito Central de Salud que informó que una mujer menor de 50 años en el condado de Ada se estaba recuperando en su hogar y no fue hospitalizada. El segundo caso confirmado fue una mujer mayor de 50 años, según lo informado por funcionarios de Salud Pública del Sur Central.
El 18 de marzo, dos casos confirmados adicionales fueron anunciados por funcionarios del Distrito de Salud Pública del Centro Sur. Uno es un hombre del condado de Blaine de unos 40 años y el otro un hombre de unos 80 años del condado de Twin Falls.
El 26 de marzo, los funcionarios estatales confirmaron las primeras tres muertes en el estado. Dos eran hombres en el condado de Blaine y uno era hombre en el condado de Canyon.

## Respuesta gubernamental

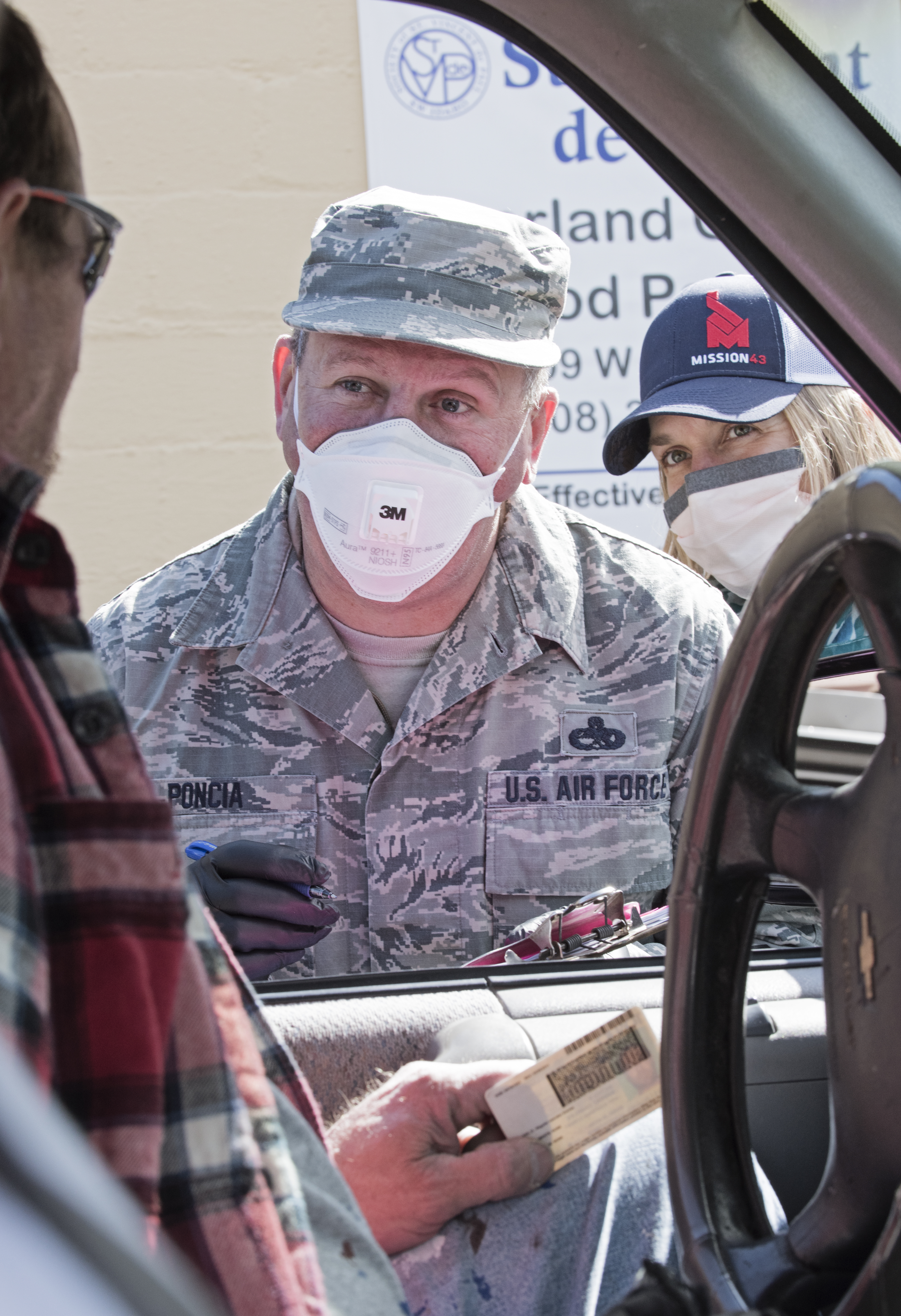
La Guardia Nacional de los Estados Unidos ayudando a repartir alimento a afectados por la pandemia.

El 13 de marzo de 2020, el mismo día en que se anunció el primer caso confirmado de coronavirus en Idaho, el gobernador Brad Little declaró: "Nos hemos estado preparando para esto desde enero, cuando se confirmó el primer caso confirmado de coronavirus en los Estados Unidos, hemos tomado muchas medidas proactivas y estamos en una buena posición para responder. Nuestro objetivo es frenar la propagación del coronavirus para proteger a las personas vulnerables y preservar la capacidad en nuestras instalaciones de atención médica". El Gobernador también firmó una declaración proactiva de emergencia para habilitar el Plan de Operaciones de Emergencia de Idaho junto con la disponibilidad de fondos para su uso en el Fondo de Desastres de Emergencia de Idaho.
El 17 de marzo, la División de Bienestar del Departamento de Salud y Bienestar de Idaho anunció que el 18 de marzo detendrían los servicios sin cita previa en algunas de sus ubicaciones y se trasladarían a citas y servicios telefónicos.
El 23 de marzo, el Gobernador Little firmó dos proclamaciones con la primera "una que levanta las restricciones en 125 reglas administrativas para aumentar la capacidad del proveedor de atención médica y reducir las barreras para el acceso a la atención médica" y la segunda para extender la presentación de impuestos estatales y los plazos de pago hasta el 15 de junio para todos los ciudadanos y empresas en Idaho.
El 25 de marzo, el Gobernador Little emitió una orden estatal de quedarse en casa para que los residentes permanezcan y trabajen desde casa tanto como sea posible. La orden también cerró negocios no esenciales y prohibió las reuniones no esenciales vigentes el mismo día durante al menos 21 días. Algunos ciudadanos y funcionarios están desafiando las reglas de distanciamiento social.
El 15 de abril, el gobernador Little extendió la orden de quedarse en casa hasta al menos (de acuerdo a las palabras de Little) el 30 de abril, incluso mientras continuaban las protestas. La orden enmendada además ordena a los residentes que usen máscaras en público, y también exige que los viajeros de fuera del estado se auto-pongan en cuarentena durante 14 días a su llegada. También afloja los cierres de negocios, permitiendo que algunos negocios "no esenciales" se vuelvan a abrir si pueden restringir la operación a la entrega y la recogida en la acera. El 16 de abril, en el podcast "The Jess Fields Show", la representante estatal del norte de Idaho, Heather Scott, se quejó de que la orden de permanencia en el hogar del gobernador "no es diferente a la Alemania nazi" y que el gobernador fue apodado correctamente "Gobernador Little Hitler" porque, en su entendimiento, "los trabajadores no esenciales fueron subidos a un tren [a un campo de concentración]". Sus comentarios fueron criticados por los defensores locales de los derechos humanos.